# Rockhuvud

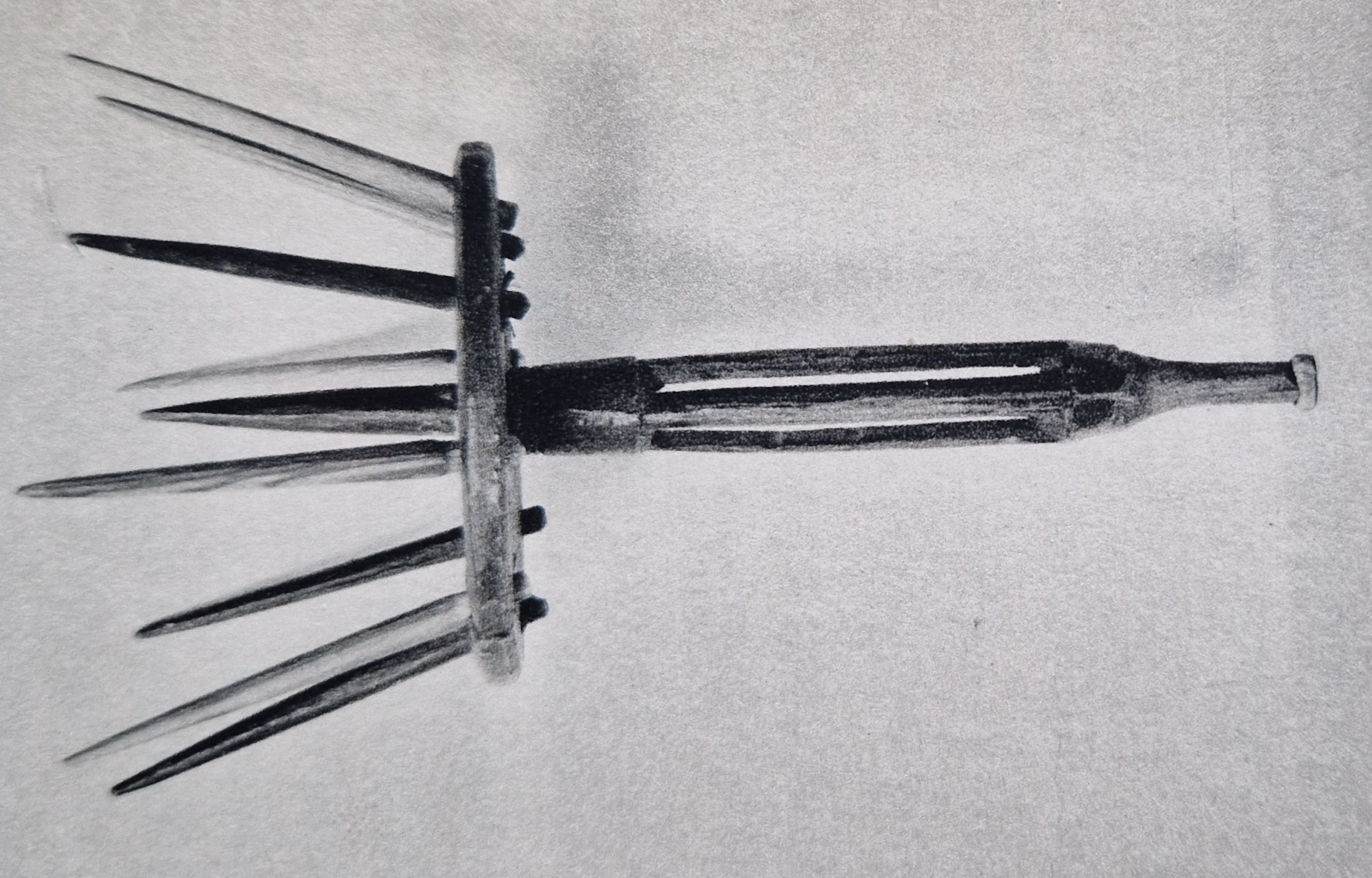
Blånkrona från Väddö socken.

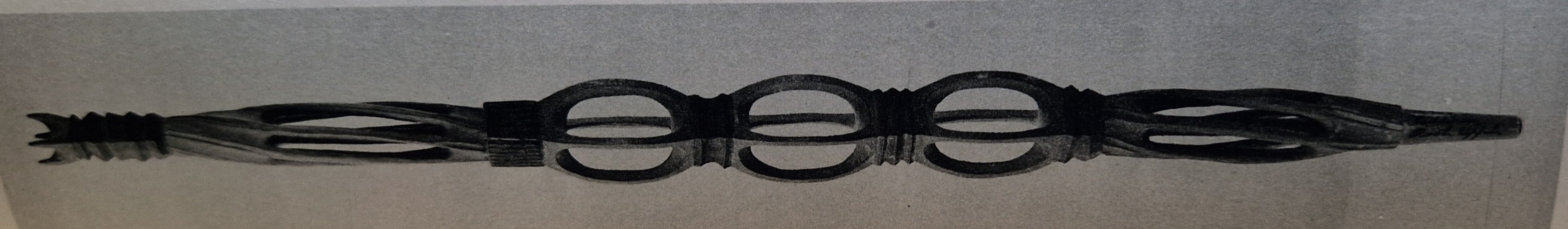
Linfäste från Väddö socken

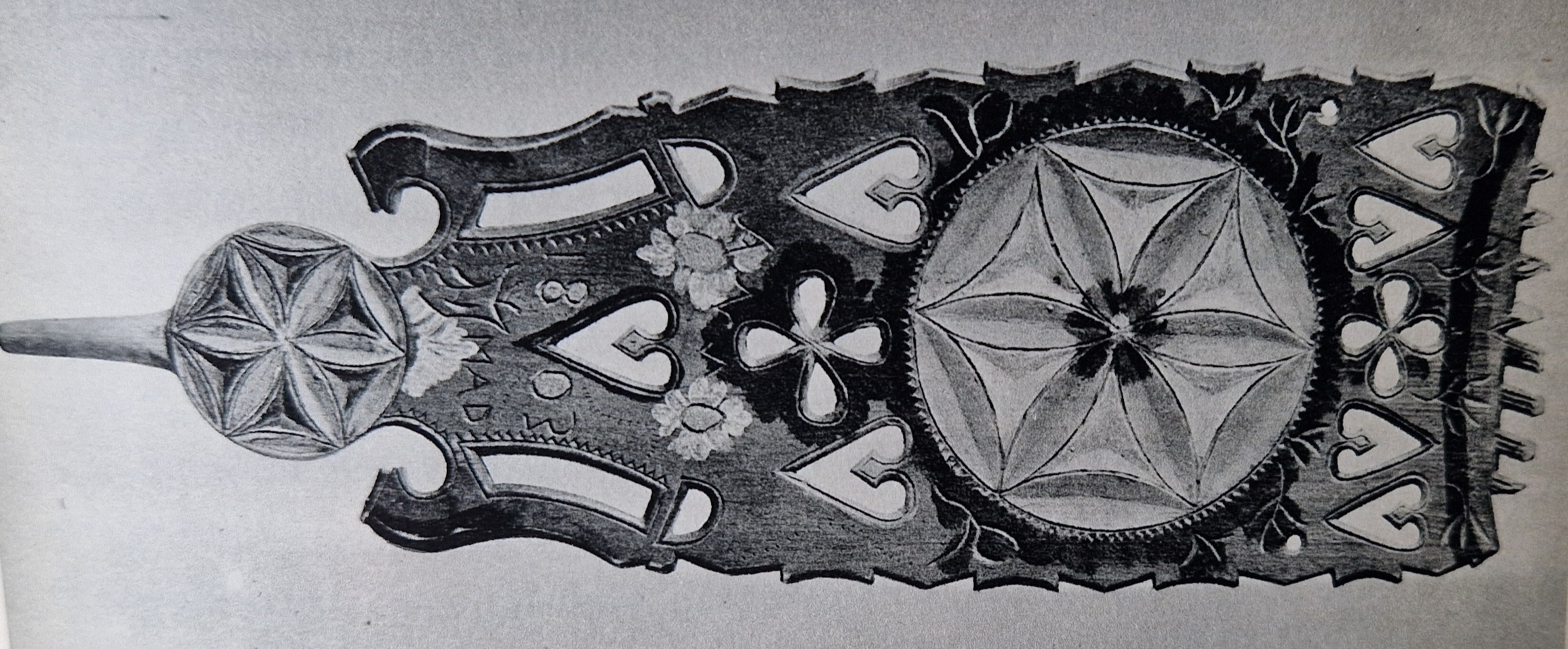
Rockblad från Häverö socken, daterat 1803.

Rockhuvud, rockblad, rock, fiberfäste, linfäste, linhuvud, blånkrona, blånkräkla, hörhuvud, torock, är ett fäste för spånadsmaterialet (lin, ull, nässla, hampa) när man spinner garn. Det används både vid spinnande på slända och på en spinnrock. Anordningen håller kvar spånadsmaterialet och gör det möjligt att dra ut det från underkanten av konstruktionen och mata sländan eller spindeln och spolen. Rockhuvuden är ofta konstfärdigt utskurna och målade samt var populära friargåvor.
Rockblad syftar på  ett fäste i form av ett platt blad, ofta konstfärdigt utskuret. De förekommer främst i östra Europa, bland annat i Finland och Ryssland. I Sverige finns de i ett smalt bälte utefter östkusten från Småland upp till gränsen mot Finland. De hör troligen inte till de äldsta i Sverige formerna, de äldsta daterade härrör från 1780-talet.
Linfästen är höga och smala med en fyrsidig genomskärning, ofta genombrutna för att ge fäste åt spånadsmaterialet annars ofta tandade, ibland har de en mot toppen avsmalnande form. I Sverige förekommer de i Norrland och Norra Svealand.
Blåntjuga är en avbarkad gren, där sidogrenarna lämnats kvar och spetsats till. Typen förekommer i Sverige upp till Dalarna - i områden där andra rockhuvuden förekommer har den främst använts för att spinna blånor.
Blånkrona är en särskilt typ som endast förekommit i Roslagen - den består av en rund träskiva, i vars mitt på undersidan ett skaft fästs för att förankra den i spinnrocken - på ovansidan sitter en krans av piggar för att fästa spånadsmaterialet.